# Биља Крстић
Биљана − Биља Крстић (Ниш, 9. новембар 1955) је српска музичарка.

## Биографија
Рођена у Нишу, 9. новембра 1955. године, где је и завршила основно и средње музичко образовање у МШ “Др Војислав Вучковић”. У Београду уписала и завршила Факултет музичке уметности.
На домаћој поп сцени Биља Крстић је присутна дуги низ година. После група Сунцокрет и Рани мраз започиње соло каријеру и издаје три албума поп оријентације.
Упоредо са каријером поп певачице Биљана следи своје најдубље афинитете и више година стрпљиво прикупља аутентичне аудио и нотне записе изворне музике. То су углавном ретко извођене а већином и необјављене музике теме са Косова, јужне Србије, Тимочке Крајине, Македоније, Румуније, Бугарске и Мађарске. Резултат овог рада су компакт-дискови "Бистрик" и "Записи", који су настали као фузија традиционалне музике и савременог аранжерског поступка. Са својим колегама са ФМУ-а 2001. године оснива оркестар Бистрик и постиже велике успехе у свету и у Србији. Током 2003. године Биља и Бистрик су радили на музици за филм Зона Замфирова.
Трећи ЦД – под називом Тарпош, који се појавио на европском тржишту 23. марта 2007 у издању немачке издавачке куће Intuition – Schott music код нас је објављен у издању ПГП-РТС.
Четврти ЦД – под називом Извориште, појавио се на тржишту 15. априла 2013 у издању ПГП-РТС.

## Дискографија
Са групом Рани мраз:
- Мојој мами уместо матурске слике у излогу (1979)
- Одлази циркус (1980)

Биља Крстић:
- Превари вечерас своје друштво са мном (1983)
- Из унутрашњег џепа (1985)
- Лоптом до звезда (1990)
- Биља (1994)

Биља Крстић и Бистрик Оркестар:
- Бистрик (2001)
- Записи (2003)
- Тарпош (2006)
- Извориште (2013)
- Свод (2017)

## Награде
- На основу песама са албума Бистрик снимљена је тв емисија Ручни рад која је на престижном фестивалу Златна ружа Монтреа освојила 4. место
- Принчева награда - најбољи етно албум године 2001. (СЦГ) ЦД “Бистрик”
- Принчева награда - најбољи етно албум године 2003. (СЦГ) ЦД “Записи”
- Годишња награда - најбољи етно албум 2003. године - фестивал Беовизија ЦД “Записи”
- Награда за најбољу филмску музику (Зона Замфирова) 2003. године – Херцег Нови
- “ЗОНА ЗАМФИРОВА” PREMIO A LA MEJOR BANDA – Mostra di Valencia del Mediterrani 2003 – Шпанија
- Златна значка Културно просветне заједнице за допринос у култури, 2007 - Србија
- Годишња награда - најбољи етно албум 2007. године - фестивал Беовизија ЦД “Тарпош”
- Принчева награда - најбољи етно албум године 2007. (ЦГ) ЦД “Тарпош”
- Songlines Magazin “Top of the World” ЦД ТАРПОШ, јун 2007 – Лондон, УК
- Награда телевизије Метрополис за најбољи албум традиционалне музике, 2008
- Награда Беовизије за промоцију наше музике у иностранству, 2008
- Златни микрофон Радио Београда, 2020.[1]

## Значајни концерти и фестивали
Београдско пролеће:
- Пусто море, пусти вали (као чланица групе Сунцокрет), '76

Хит парада:
- Ој, невене (као чланица групе Сунцокрет), '76

Београдски сабор:
- Текла вода (Вече поп - фолк група, као чланица групе Сунцокрет), '76

Омладина, Суботица:
- Где ћеш бити лепа Кејо (као чланица групе Сунцокрет), '76
- Реч Титова (као чланица групе Сунцокрет), '77
- Рачунајте на нас (као чланица групе Рани мраз), '78
- Први снег (са Снежаном Јандрлић, Горицом Поповић, Миодрагом Батом Сокићем и Ненадом Божићем, поводом 50-о годишњице суботичког фестивала младих), 2011

Boom festival, Нови Сад:
- Пада први снег (са групом Сунцокрет), '77

Опатија:
- Моја прва љубав (као чланица групе Рани мраз), награда за најбоље дебитанте фестивала, '78

Сплит:
- Панонски морнар (Вече далматинске шансоне), победничка песма и награда за текст (као чланица групе Рани мраз), '79

Југословенски избор за Евросонг:
- Још један пољубац за крај (дует са Срђаном Марјановићем), седмо место, Нови Сад '89

- Rose d` Or Montreux, Швајцарска
- Сава центар, Београд - СЦГ
- Mercado Cultural, Салвадор - Бразил
- Time for life, концерт у Колосеуму, Рим – Италија
- Будва град театар - Црна Гора
- АФЕС, Летњи етно фестивал, Скопље - Македонија
- Verucchio festival, Сан Марино - Италија
- Olimpiade of the Culture, Атина, Солун - Грчка
- Хуманитарни концерт у дворани КНУ, Београд
- Castello di Miramare, Трст, Мерано – Италија
- Беч, Палата Палавицини – Аустрија
- Club “Porgy & Bes”, Беч – Аустрија
- Баден, Берн, Нешател – Швајцарска
- Белфорт – Француска
- Москва - Русија
- “Дани Европе `05”, Букурешт – Румунија
- Moving Cultures `05”, Беч – Аустрија
- Заједно у времену `05, Сарајево - БиХ
- Mostra SESC de Artes Mediterraneo `05–Бразил
- Дани српске културе, Темишвар, Румунија
- Фестивал “Pescara di note”, 2006 – Италија
- Histria Festival `06,07, Пула - Хрватска
- Сава центар 2007, Београд – Србија
- Фестивал “Soul Makossa 2007”, Бари – Италија
- Фестивал WDR 2007, Дортмунд - Немачка
- 2011. Омладина, Суботица - Први снег (са Снежаном Јандрлић, Горицом Поповић, Миодрагом Батом Сокићем и Ненадом Божићем, поводом 50-о годишњице суботичког фестивала младих)
- 2019. Дечје београдско пролеће - Пробушићу чинију

## Бистрик Оркестар
Формиран 2001. године, укључује 9 чланова од којих је већина свршених студената Факултета Музичке Уметности у Београду:
- Драгомир Станојевић - клавијатура, пратећи вокал
- Ружа Рудић - пратећи вокал, ситне удараљке
- Ненад Јосифовић - виолина, пратећи вокал
- Невенка Радоњић - пратећи вокал, ситне удараљке
- Слободан Божанић - бас-гитара, пратећи вокал
- Ненад Божић - гитара, тамбура, пратећи вокал
- Маја Клисински - перкусиониста, пратећи вокал
- Наташа Михаљинац - пратећи вокал
- Милинко Ивановић - фруле, дудук, двојнице, окарина, дипле

Бивши чланови:
- Љуба Нинковић - аранжер, гитара, шаргија
- Бранко Исаковић - аранжер, бас-гитара
- Ана Недељковић - пратећи вокал